# 지쿠젠우에키역
지쿠젠우에키역(일본어: 筑前植木駅)은 일본 후쿠오카현 노가타시에 위치한 규슈 여객철도 지쿠호 본선의 철도역이다. 상대식 승강장 2면 2선의 구조를 갖춘 지상역이다.

## 이용 현황
| 승차 인원 추이 | 승차 인원 추이 |
| 연도           | 1일 평균       |
| -------------- | -------------- |
| 2007           | 1,241          |
| 2008           | 1,094          |
| 2009           | 1,147          |
| 2010           | 1,196          |
| 2011           | 1,221          |

## 역 주변
- 온가 강

## 역사
- 1893년 12월 20일 : 우에키역으로서 지쿠호 흥업 철도가 개설.
- 1897년 10월 1일 : 지쿠호 철도를 규슈 철도가 합병해서 지쿠젠우에키역으로 개칭.
- 1907년 7월 1일 : 규슈 철도가 국유화에 의해 일본제국 철도성이 소관.
- 1987년 4월 1일 : 일본국유철도 분할 민영화에 의해, 규슈 여객철도가 승계.
- 2009년 3월 1일 : IC카드 SUGOCA 사용 개시.

## 인접 역
| 지쿠호 본선        | 지쿠호 본선         | 지쿠호 본선      |
| ------------------ | ------------------- | ---------------- |
| 구라테 오리오 방면 | ■ 후쿠호쿠유타카 선 | 신뉴 하카타 방면 |